# 迪埃奎省
6°44′N 7°21′W / 6.733°N 7.350°W

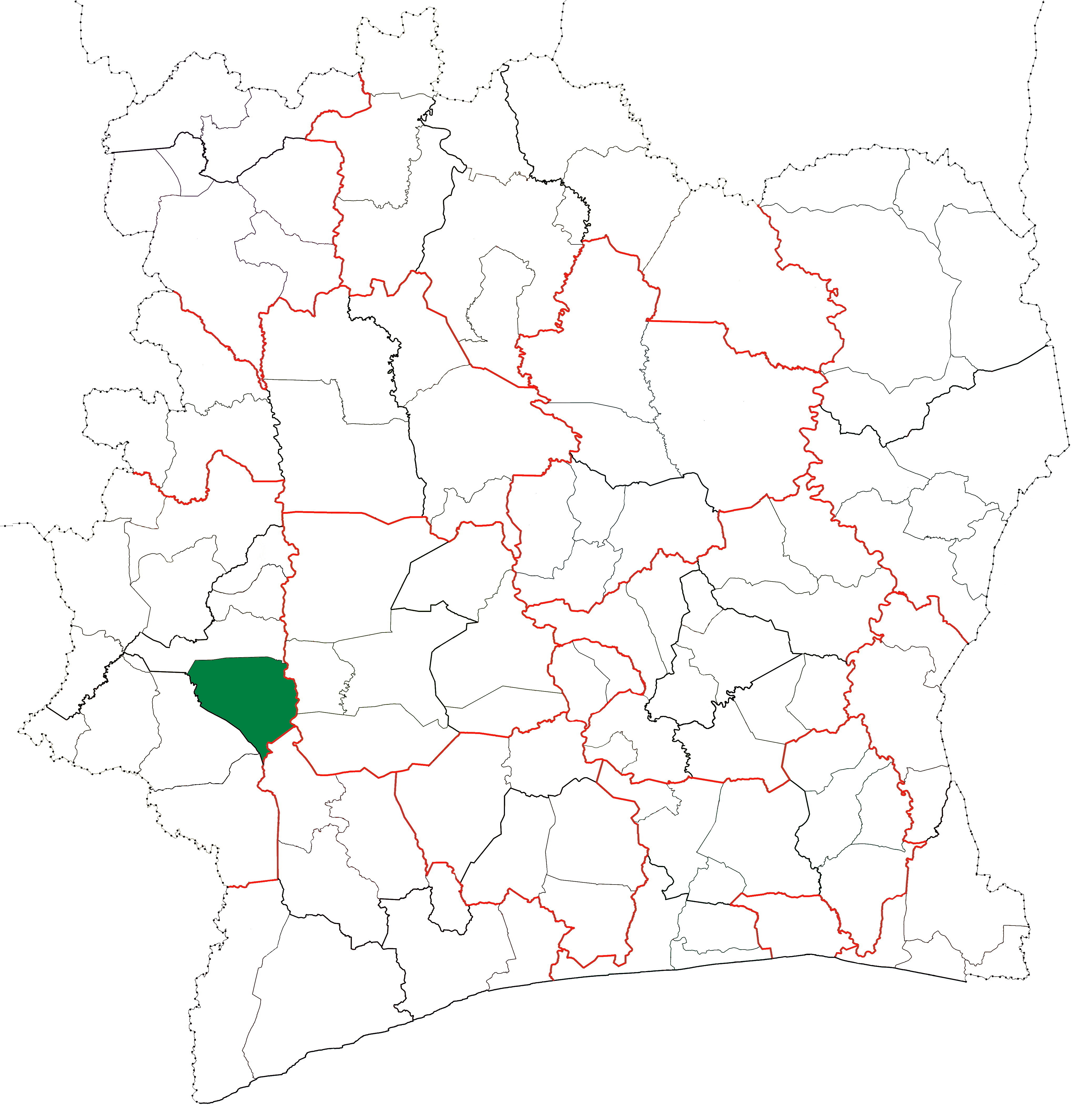

迪埃奎省（Duékoué Department），是科特迪瓦的省份，位於該國西部山地區，由古埃蒙大區負責管轄，首府設於迪埃奎，成立於1988年，面積3,016平方公里，2014年人口408,148，人口密度每平方公里140人。